# Mihajlo Pupin
Mihajlo Idvorski Pupin (Idvor, Banat, 9 d'octubre de 1858 - Nova York, 12 de març de 1935) fou doctor en dret, físic i químic físic serbi i americà. Pupin és sobretot conegut per la seva patent coneguda com "pupinization". Pupin va ser membre fundador del National Advisory Committee for Aeronautics (NACA), el 3 de març de 1915, que més tard es va convertir en la NASA.
Mihajlo Pupin va néixer al poble d'Idvor a Banat, a la frontera militar en l'Imperi Austrohongarès. Pupin va anar a l'escola primària a la seva ciutat natal, i més tard a l'escola primària alemanya a Perlez. Es va matricular a l'escola secundària en Pančevo, i més tard al Gimnàs de Béns. En 1872, es va traslladar a Praga, on va continuar els seus estudis de batxillerat. Després que el seu pare va morir al març de 1874, Pupin va decidir mudar-se als Estats Units. Per als propers cinc anys als Estats Units, Pupin va treballar com a obrer manual. En la tardor de 1879 va ingressar a la Universitat de Colúmbia. Va obtenir el seu doctorat a la Universitat de Berlín sota Hermann von Helmholtz i el 1889 va tornar a la Universitat de Colúmbia per esdevenir un professor de física matemàtica al Departament d'Enginyeria Elèctrica recentment format. La investigació de Pupin va ser pionera en la detecció de l'ona portadora i l'anàlisi actual. Pupin va acabar els seus estudis en 1883 com un dels millors estudiants. Més tard, va tornar a Europa, inicialment al Regne Unit, on va continuar els seus estudis a la Universitat de Cambridge. Fou la primera persona a utilitzar una pantalla fluorescent per millorar els raigs X amb finalitats mèdiques. Pupin va publicar una setantena d'articles i revisions tècniques i 34 patents.